# 1929 у кіно

## Фільми

### Світове кіно
- Жива маріонетка ( Японія)

### УРСР
- Арсенал, реж. Олександр Довженко
- Хліб, реж. Микола Шпиковський

## Персоналії

### Народилися
- 1 січня:
  - Накадзіма Харуо, японський актор.
  - Реймонд Чоу, гонконгзький продюсер.
- 2 січня — Латіф Файзієв, узбецький кінорежисер.
- 5 січня — Донська-Присяжнюк Віра Артемівна, радянська російська акторка театру і кіно.
- 12 січня — Мащенко Микола Павлович, український кінорежисер, сценарист, письменник, професор.
- 29 січня:
  - Молостова Ірина Олександрівна, українська і російська режисерка.
  - Еліо Петрі, італійський кінорежисер, сценарист.
- 31 січня — Джин Сіммонс, голлівудська акторка англійського походження (пом. 2010).
- 6 лютого — П'єр Бріс, французький актор, співак (пом. 2015).
- 8 лютого — Клод Ріш, французький кіноактор.
- 10 лютого:
  - Джеррі Голдсміт, американський композитор і диригент, автор музики до більш ніж 250 телевізійних постановок та кінострічок.
  - Клявін Роберт Альбертович, радянський і український артист балету, балетмейстер.
- 12 лютого — Крижанівський Борис Миколайович, український кінодраматург, кінорежисер, кінокритик.
- 17 лютого — Алехандро Ходоровський, чилійсько-французький режисер, сценарист, актор та письменник.
- 19 лютого:
  - Жак Дере, французький кінорежисер і сценарист, майстер кримінального жанру (пом. 2003).
  - Захарченко Вадим Вікторович, радянський і російський кіноактор.
- 22 лютого — Джеймс Хонг, американський актор.
- 27 березня — Клер Мор'є, французька акторка.
- 29 березня — Шейкін Едуард Костянтинович, радянський, український художник кіно.
- 1 квітня — Джейн Павелл, американська акторка, співачка і танцюристка.
- 3 квітня — Раутбарт Володимир Йосипович, радянський режисер, актор, театральний педагог.
- 10 квітня — Макс фон Сюдов, шведський актор.
- 15 квітня — Рєзник Микола Миколайович, український художник кіно, художник-постановник.
- 20 квітня — Юсов Вадим Іванович, радянський, російський кінооператор та педагог (пом. 2013).
- 28 квітня — Медведєв Володимир Олександрович, російський актор.
- 29 квітня — Гладунко Маргарита Іванівна, українська та білоруська акторка театру та кіно (пом. 1996).
- 1 травня — Станіслав Мікульський, польський актор.
- 4 травня — Одрі Гепберн, американська акторка і фотомодель англійського й нідерландського походження (пом. 1993).
- 14 травня — Шарко Зінаїда Максимівна, радянська, російська акторка театру і кіно.
- 23 травня — Кронберг Лариса Іванівна, радянська акторка театру і кіно.
- 21 травня — Зайденберг Борис Ілліч, актор театру і кіно, театральний режисер.
- 31 травня:
  - Менахем Голан, ізраїльський продюсер, режисер і сценарист.
  - Люба Тадич, сербський та югославський актор театру та кіно.
- 1 червня — Наргіс, індійська акторка.
- 3 червня — Жан Буїз, французький кіноактор.
- 4 червня — Ґюнтер Штрак, німецький актор кіно, театру та телебачення.
- 6 червня — Алоїз Бренч, радянський і латвійський кінорежисер.
- 8 червня — Гастоне Москін, італійський актор (пом. 2017).
- 10 червня — Коста Цонев, болгарський актор (пом. 2012).
- 14 червня — Сошальський Володимир Борисович, радянський і російський актор театру і кіно.
- 28 червня — Болгарин Ігор Якович, радянський, російський письменник, режисер, сценарист, педагог.
- 18 липня — Столярська Данута Альфредівна, радянська кіноакторка.
- 21 липня — Щербаков Петро Іванович, радянський актор.
- 22 липня — Довгань Володимир Захарович, радянський, український кінорежисер, сценарист.
- 25 липня — Шукшин Василь Макарович, російський радянський письменник, кінорежисер, актор.
- 1 серпня — Абашидзе Лейла Михайлівна, грузинська кіноакторка та співачка.
- 10 серпня — Стриженов Олег Олександрович, радянський і російський актор театру і кіно.
- 12 серпня — Фущич Василь Васильович, український актор.
- 14 серпня — Волков Володимир Васильович, радянський і український актор.
- 15 серпня — Шелохонов Петро Іларіонович, російський актор театру і кіно (пом. 1999).
- 21 серпня — Вія Артмане, радянська латиська акторка театру і кіно (пом. 2008).
- 27 серпня — Литвиненко Таїсія Порфирівна, радянська і українська кіноакторка.
- 4 вересня — Ургант Ніна Миколаївна, радянська і російська акторка театру і кіно.
- 20 вересня — Вітторіо Тавіані, італійський кінорежисер, сценарист.
- 28 вересня — Лата Мангешкар, індійська співачка, одна з найвідоміших закадрових співачок в Індії.
- 29 вересня — Рум'янцева Алевтина Олексіївна, радянська і російська кіноакторка.
- 12 жовтня — Биков Ролан Антонович, радянський і російський актор та кінорежисер.
- 24 жовтня — Саркісян Сос, радянський, вірменський актор театру і кіно, майстер художнього слова (читець), педагог, громадський діяч (пом. 2013).
- 7 листопада:
  - Вікторов Річард Миколайович, радянський кінорежисер, сценарист (пом. 1983).
  - Руджеро Мастроянні, італійський монтажер (пом. 1996).
- 8 листопада — Борисов Олег Іванович, радянський та російський актор театру і кіно.
- 12 листопада — Грейс Келлі, американська акторка, лауреатка премії «Оскар» 1954 року[en] (пом. 1982).
- 13 листопада — Суснін Олександр Олександрович, радянський і російський кіноактор.
- 20 листопада — Хринюк Євген Минович, радянський український сценарист і кінорежисер.
- 24 листопада — Коршунов Віктор Іванович, російський актор.
- 27 листопада — Петер Лілієнталь, німецький кінорежисер, сценарист, актор і кінопродюсер, один з представників нового німецького кіно.
- 7 грудня — Степанцов Борис Павлович, радянський режисер-мультиплікатор, художник, ілюстратор книг і діафільмів.
- 8 грудня — Рум'янова Клара Михайлівна, радянська та російська акторка театру, кіно і радіо, співачка (пом. 2004).
- 13 грудня — Крістофер Пламмер, канадський театральний та теле-кіноактор.

### Померли
- 17 липня — Вільям Хаубер, американський кіноактор.
- 30 жовтня — Норман Прічард, індійський легкоатлет і актор німого кіно.